# Ambassade de Guinée en Égypte
L'ambassade de Guinée en Égypte est la mission diplomatique officielle de la république de Guinée en République arabe d'Égypte.

## Liste des ambassadeurs
| N° | Nom et prénoms       | Titre             | Début            | Fin              |
| -- | -------------------- | ----------------- | ---------------- | ---------------- |
| 01 | Soriba Camara        | Ambassadeur       |                  | 4 février 2022   |
| 02 | Fodé Moussa Bangoura | Chargé d'Affaires | février 2022     | 20 novembre 2024 |
| 03 | Mounir Cissé         | Ambassadeur       | 20 novembre 2024 | En cours         |

## Voir également
- Relations Égypte-Guinée
- Liste des missions diplomatiques en Égypte
- Liste des missions diplomatiques de la Guinée

## Liens
- https://www.embassypages.com/guinee-ambassade-lecaire-egypte